# Yamaha Fazer
Yamaha Fazer ist die Bezeichnung einer Reihe von Motorrad-Modellen des japanischen Motorradherstellers Yamaha der Kategorie Sporttourer, die wegen ihrer sportlichen Auslegung, der Alltagstauglichkeit und des vergleichsweise günstigen Preises weit verbreitet sind.

## Modellgeschichte

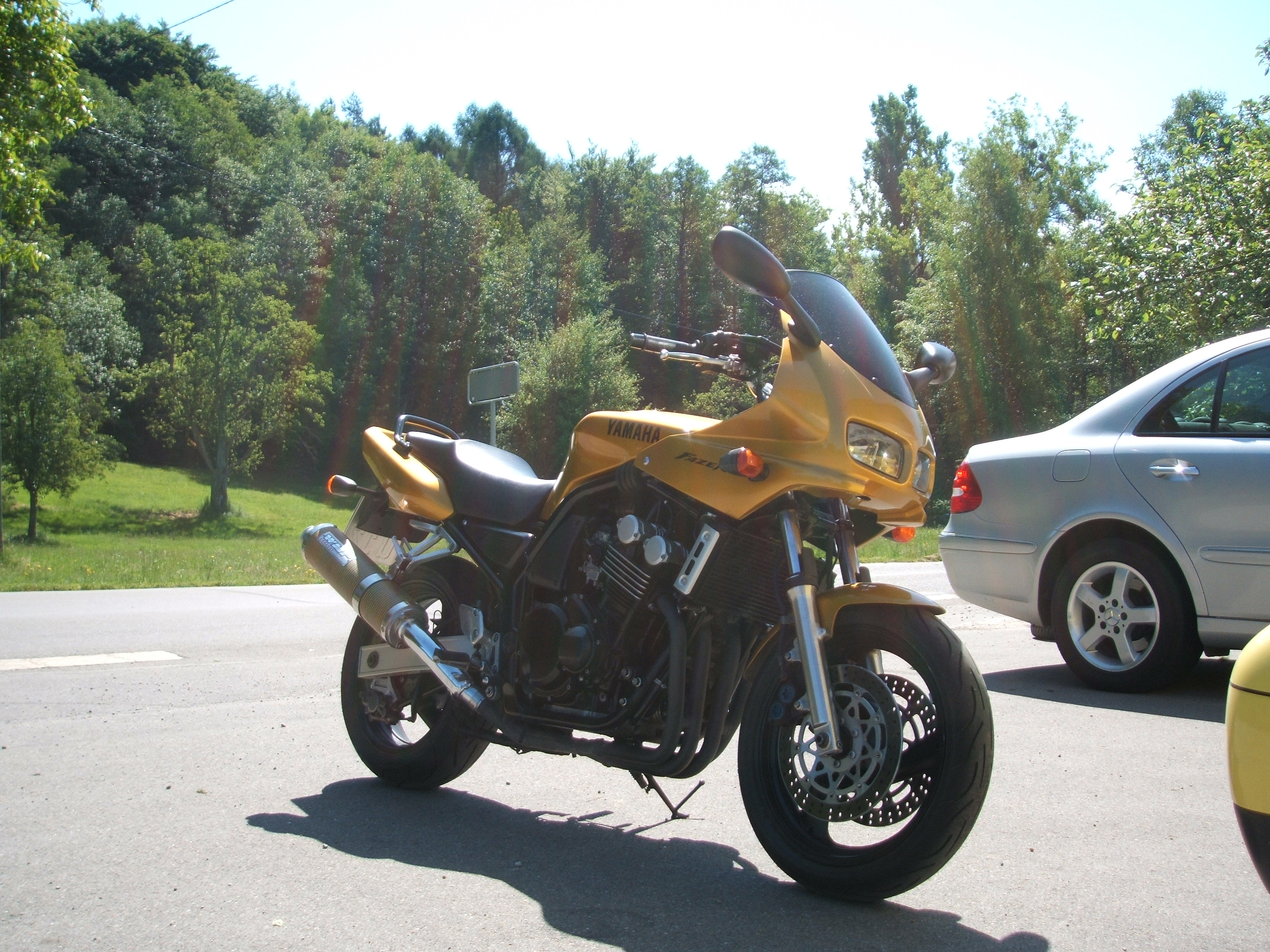
FZS 600 Fazer BJ1998 (5DM1)

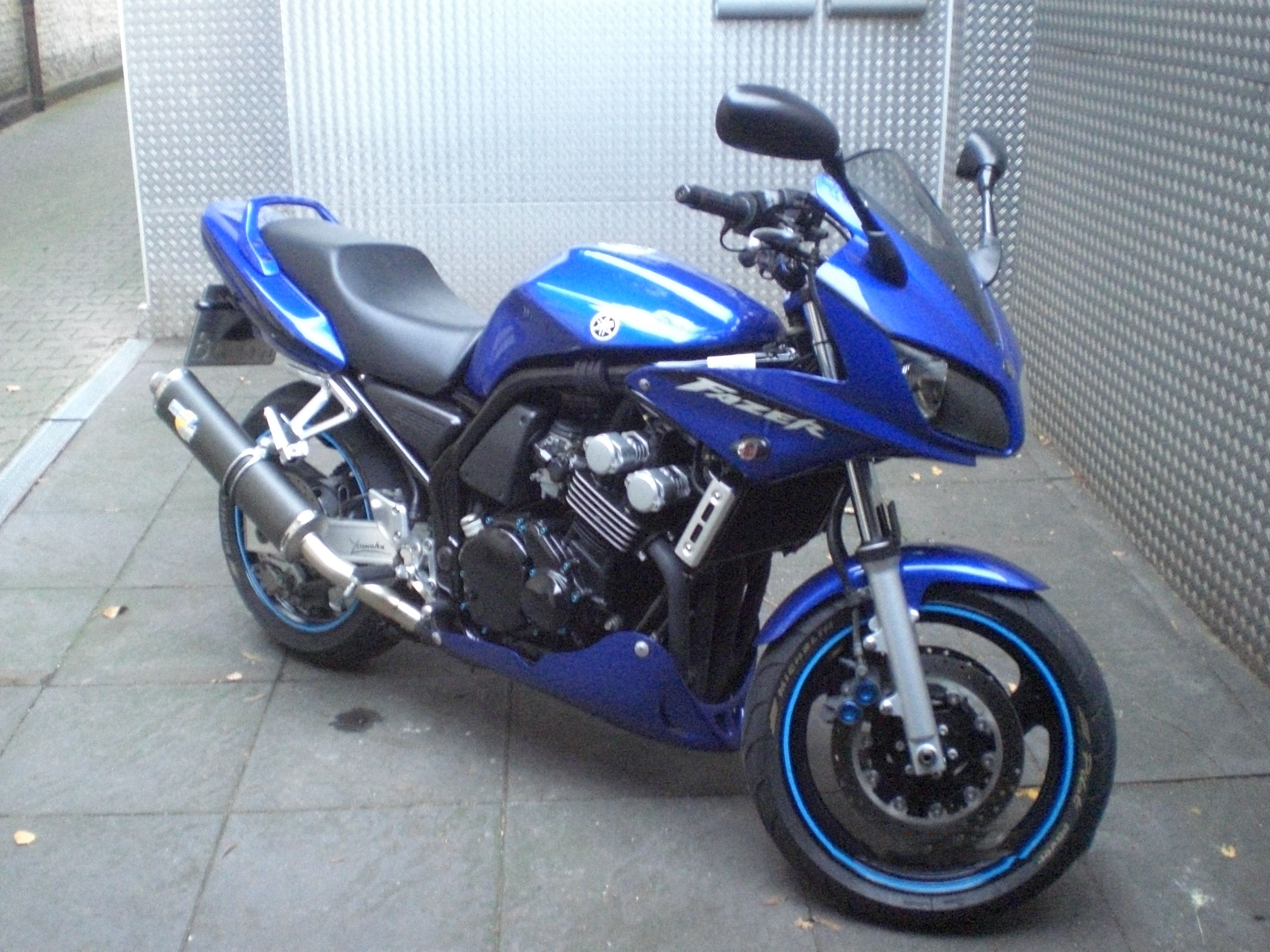
FZS 600 Fazer (nach 2002)

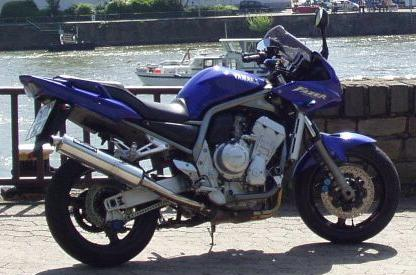
FZS 1000 Fazer (Bj. 2001)

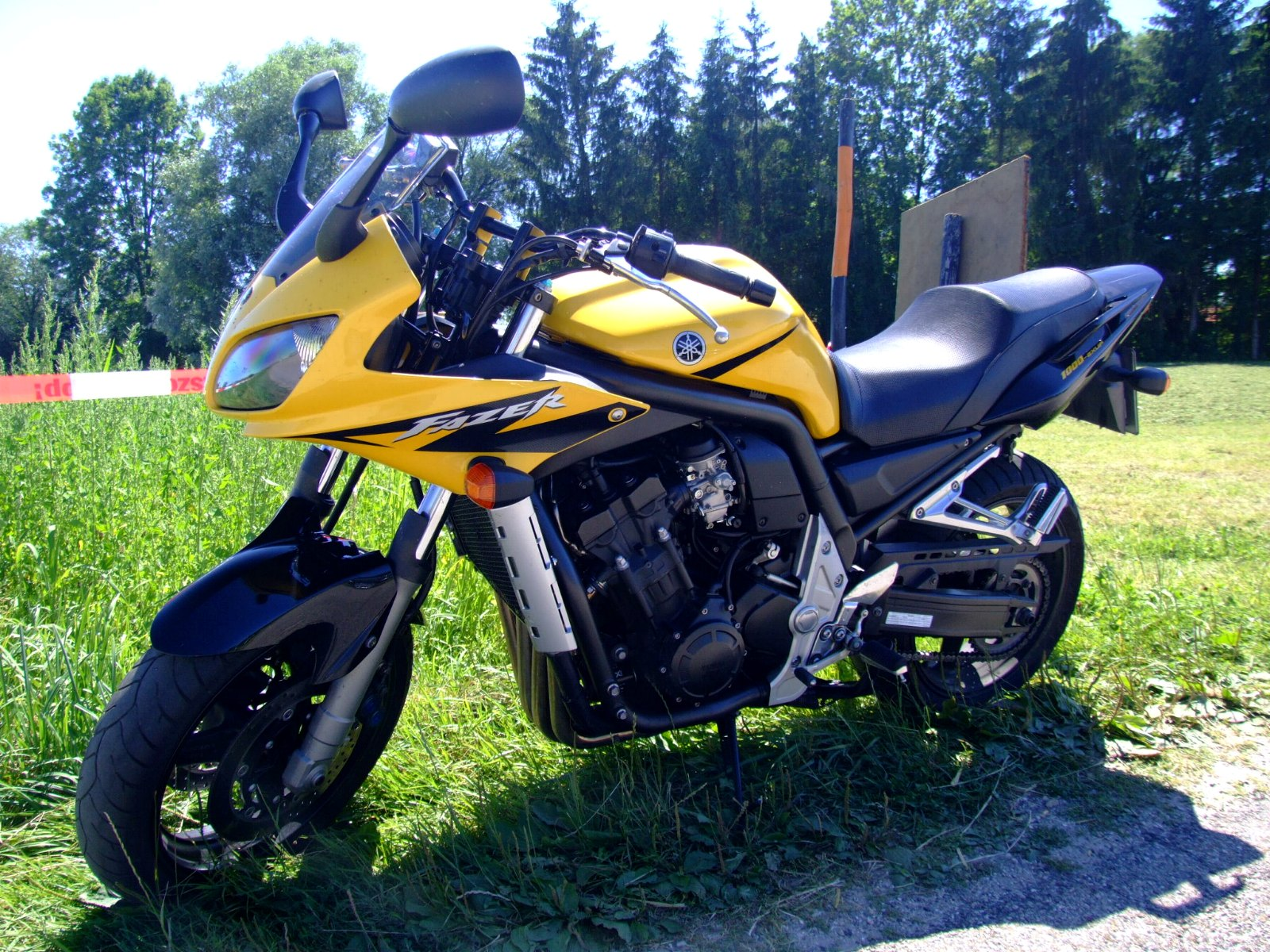
Fazer 1000-EXUP

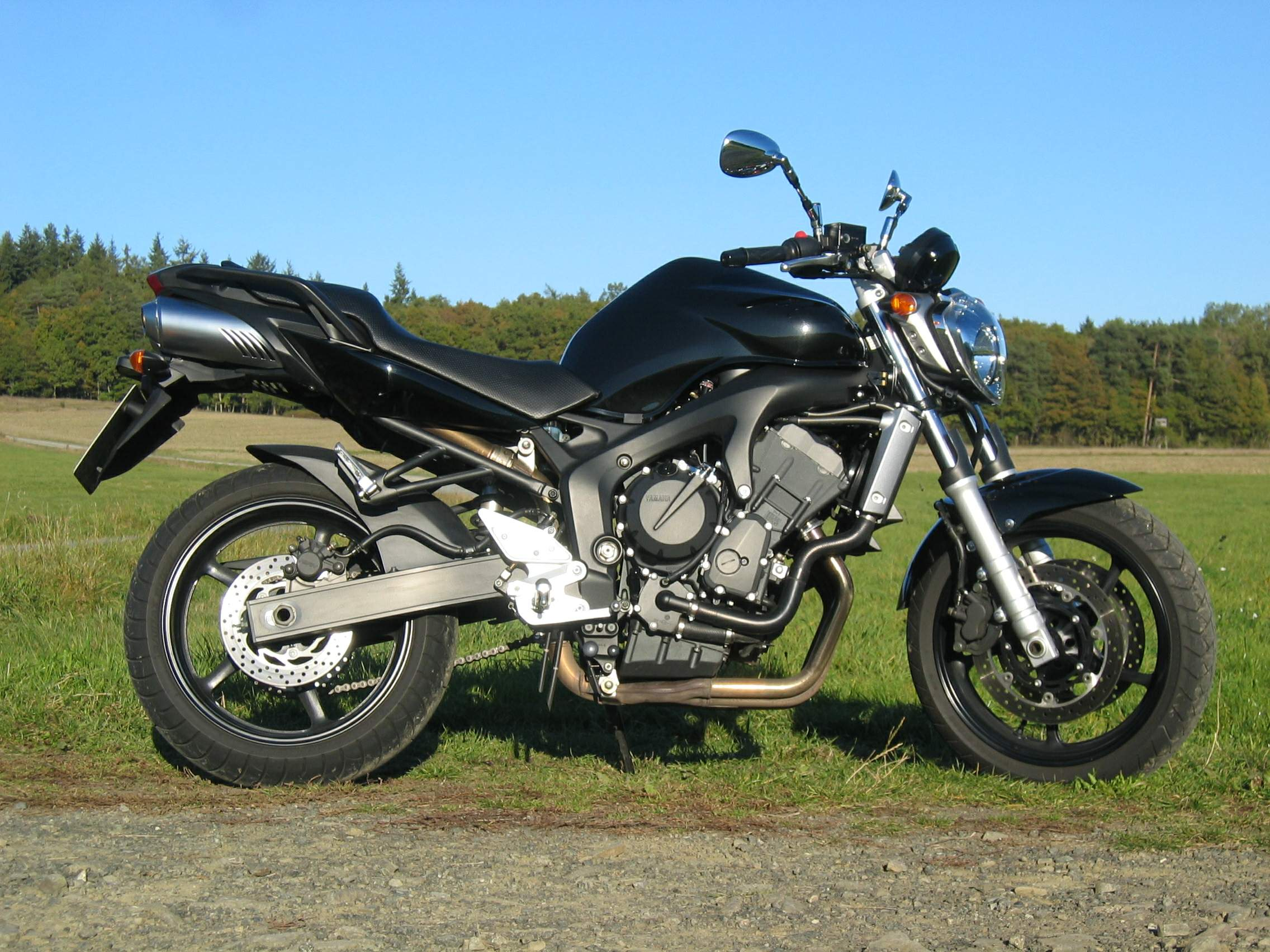
FZ6-N (Bj. 2005)

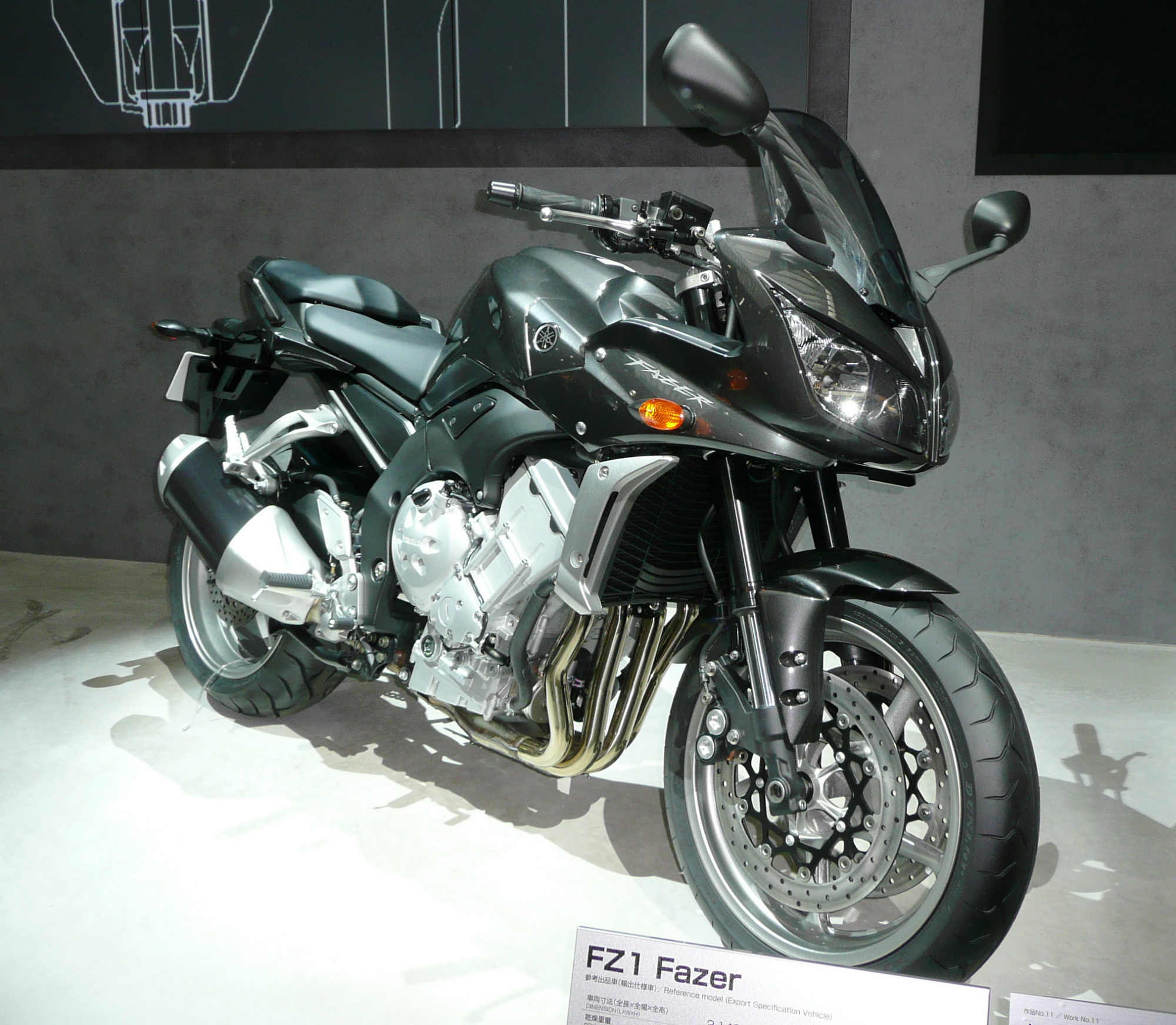
FZ1 Fazer

Der Begriff Fazer entstammt dem englischen Verb to faze, was übersetzt so viel bedeutet wie 'ärgern', 'belästigen', 'stören' oder auch 'entmutigen'. So kann der Name als eine Anspielung auf die damaligen Platzhirsche der 600er Klasse verstanden werden, denen die FZS600 bei ihrer Einführung 1998 Paroli bieten sollte. Jedoch ist die Herkunft des Namens nicht mehr gänzlich nachvollziehbar.
Der Ursprung des Namens liegt noch viel früher, nämlich beim Modell „FZ250 Phazer“ von 1985. Der genaue Ursprung des Namens PHAZER ist nicht mehr genau bekannt. Wahrscheinlich ein reiner Phantasiename, inspiriert von technischen Begriffen.
Das Konzept bzw. die Hauptmerkmale der PHAZER waren der Hochleistungsviertaktmotor anstatt der damals immer noch üblichen Zweitaktmotoren und die zum Tank hin integrierte Halbverkleidung. Der Name wurde dann später vereinfacht in FAZER und angeglichen an das Kürzel FZ (offizieller Code für (F)ourstroke HyperSport (Z)).

### FZX 700/750
Der Name „Fazer“ tauchte im Jahr 1985 außerdem noch bei der Yamaha FZX 750 Fazer auf. Dieses Modell verfügte über einen Motor mit der neuen Fünfventiltechnik, hatte allerdings nicht viel mit den späteren Fazer-Modellen zu tun, sondern war damals vielmehr eine kleine Version der Yamaha V-Max und trug für den europäischen Markt den Beinamen Fazer. Die FZX hatte in den USA nur 700 cm3, gegenüber der europäischen Version mit 750 cm3.

### FZS600
Die Fazer, wie sie heute bekannter ist, wurde 1998 als FZS 600 Fazer eingeführt und löste die Yamaha XJ als Einstiegsmodell bei Yamaha ab. Sie erhielt, wie übrigens auch die YZF 600, mit der sie eine Vielzahl an Bauteilen teilt, den überarbeiteten Motor aus der Yamaha FZR, ein Kombiinstrument mit zwei Tageskilometerzählern und Uhr, eine komfortabler gepolsterte Sitzbank, einen ergonomisch besser geformten Lenker und neue Farben.
Den Jahrgang 2001 zeichnete ein neues Farbangebot aus, bevor 2002 die Frontpartie umgestaltet wurde. Die „Stupsnase“ wich einer moderner geformten Halbschale (auch „Langnase“ genannt) ähnlich der FZS1000. Diese letzte Modellpflege war mit umfangreichen technischen Änderungen verbunden: zwei 60/55 Watt Scheinwerfer mit separatem Standlicht, 22-Liter-Tank mit angepasster Form (zur Verkleidung), 5-fach verstellbarer Handbremshebel, neuer Gaszug, neuer Schutz des hinteren Bremsschlauches, Edelstahl-Auspuffanlage (Krümmer weiterhin mattschwarz), längere Spiegelausleger, neuer Kühlerschutz, Drehzahlmesser zentral im Cockpit neben Tachometer, sechsstelliger Wegstreckenzähler und zwei Tageskilometerzähler, Digitaluhr im Zifferblatt des Drehzahlmessers, geänderte Halterung des Kettenschutzes an der Schwinge, anderer Kabelbaum und Elektrikteile (Relais, Lima usw.), geänderte Vergaserabstimmung.

### FZS 1000
Die „große Schwester“, die FZS 1000 Fazer, erschien 2001 mit Typcode RN06 als tourentauglicher Ableger der Yamaha YZF-R1, deren 1999er Modellreihe auch den Motor und die kräftigen Festsattelbremsen spendierte. Der Motor wurde zugunsten gutmütigeren Verhaltens und mehr Drehmoments leicht modifiziert.
Ab Modelljahr 2003 erfolgten im Rahmen der Modellpflege einige kleine technische Updates, wie straffere Gabelfedern oder Dauerlichtschaltung (zuvor per Schalter an der Lenkerarmatur gesteuert). Zudem wurde das Angebot an Farben geändert. Z. B. statt DPBMC-Blau nun das dunklere DPBML „Galaxy Blue“ oder statt Schwarz das für diesen Jahrgang einmalige Gelb-Schwarz (siehe Bild rechts). Mit der letzten Modellpflege im Jahr 2005 (Code RN14) erhielt die FZS 1000 einen ungeregelten Katalysator und eine geänderte Steuerung des EXUP-Systems.

### FZ6
2004 kam die 600er komplett überarbeitet unter der Bezeichnung FZ6 Fazer heraus, die als FZ6-N auch ohne Verkleidung angeboten wurde. Das N darf in diesem Zusammenhang wohl als Abkürzung für naked verstanden werden. Der Typcode für die Modelljahre 2004–2006 ist RJ07. Die FZ6 wurde von einem modifizierten Motor der Yamaha YZF-R6 angetrieben. Wichtigste Neuerung hierbei: Mehrpunkt-Saugrohreinspritzung statt Vergaser. Ab Modelljahr 2006 hatte die FZ6 serienmäßig ABS an Bord. Mit Modelljahr 2007 erhielt sie zudem einen geregelten Katalysator (Euro 3) und wurde auf 78 PS gedrosselt. Dafür gab es weiterhin mit 98 PS die FZ6 Fazer S2, für welche Verkleidung, Schwinge, Sitzbank und Soziusfußrasten überarbeitet wurden. Diese erhielt dazu vorne einteilige Bremszangen und das gleiche Tacho-/Drehzahlmesserelement (analoger Drehzahlmesser, digitaler Tacho) wie die FZ1. Zu beachten ist, dass beide Modelle (S2 und nicht-S2) ab Modelljahr 2007 den Typcode RJ14 haben. Mit Modelljahr 2008 war auch die FZ6-N als S2 Variante erhältlich. Ab Modelljahr 2009 gab es nur noch die S2 Modelle.

### FZ1
Die FZS 1000 wurde 2006 durch die FZ1 abgelöst (Typcode RN16). Wichtigste Neuerungen gegenüber der Vorgängerin sind eine Saugrohreinspritzung statt Vergaser, eine 43-mm-Upside-Down-Gabel sowie ein Alu-Druckgussrahmen, der den Motor als tragendes Element integriert.
Auch die FZ1 wird -wie die FZ6- mit Verkleidung (als FZ1 Fazer) und ohne Verkleidung (als FZ1-N) angeboten. Als Basis für den Motor dient wiederum das auf mehr Tourentauglichkeit optimierte Aggregat der 2005er Yamaha YZF-R1.
Ab Modelljahr 2007 gibt es die FZ1 in neuen Farben und die FZ1-S Fazer mit ABS. Der Jahrgang 2008 wartet wiederum mit neuen Farben auf (u. a. Weiß für die FZ1-N). Eine weitere wichtige Änderung ist eine veränderte Zündsteuerung, um die vielfach kritisierten Lastwechselreaktionen zu eliminieren.

### FZ8
Im Jahr 2010 wurde die FZ6 durch die neue FZ8 abgelöst. Siehe 

## Technische Daten
|                | FZS600 (1998–2003)                           | FZ6 (2004–2006) | FZ6 (2007–2009) | FZ6 S2 (2007–2010) | FZ8 (ab 2010)  | FZS1000 (2001–2005) | FZ1 (ab 2006)           |
| -------------- | -------------------------------------------- | --------------- | --------------- | ------------------ | -------------- | ------------------- | ----------------------- |
| Hubraum        | 599 cm³                                      | 599 cm³         | 599 cm³         | 599 cm³            | 779 cm³        | 998 cm³             | 998 cm³                 |
| Nennleistung   | 70 kW (95 PS)                                | 72 kW (98 PS)   | 57 kW (78 PS)   | 72 kW (98 PS)      | 78 kW (106 PS) | 105 kW (143 PS)     | 110 kW (150 PS)         |
| Getriebe       | 6 Gang                                       | 6 Gang          | 6 Gang          | 6 Gang             | 6 Gang         | 6 Gang              |                         |
| Tankinhalt     | 18 l (1998/99) 20 l (2000/01) 22 l (2002/03) | 19,4 l          | 19,4 l          | 19,4 l             | 17 l           | 21 l                | 18 l                    |
| Länge          | 2080 mm                                      | 2095 mm         | 2095 mm         | 2095 mm            | 2140 mm        | 2125 mm             | 2140 mm                 |
| Radstand       | 1415 mm                                      | 1440 mm         | 1440 mm         | 1440 mm            | 1460 mm        | 1450 mm             | 1460 mm                 |
| Trockengewicht | 189 kg                                       | 187 kg          | 191 kg          | 191 kg             | 216 kg mit ABS | 208 kg              | 199 kg / 204 kg mit ABS |

### Typ-/Modellcodes FZS600
| Baujahr         | Typcode | Modellcode                      |
| --------------- | ------- | ------------------------------- |
| 1998            | RJ02    | 5DM1, 5DM2                      |
| 1999            | RJ02    | 5DM4, 5DM5                      |
| 2000            | RJ02    | 5DM7, 5DM8                      |
| 2000 (FZS600SP) | RJ02    | 5DMA, 5DMB                      |
| 2001            | RJ02    | 5DMC, 5DMD, 5DMF, 5DMG          |
| 2002            | RJ02    | 5RT1, 5RT2, (5RT4 ab Nov. 2002) |
| 2003            | RJ02    | 5RT4, 5RT5                      |

### Typ-/Modellcodes FZ6
| Baujahr                 | Typcode      | Modellcode |
| ----------------------- | ------------ | ---------- |
| 2004 (FZ6-S)            | RJ071 (98PS) | 5VX1       |
| 2004 (FZ6-N)            | RJ074 (98PS) | 1B31       |
| 2005 (FZ6-S)            | RJ071 (98PS) | 5VX6       |
| 2005 (FZ6-NS)           | RJ074 (98PS) | 1B35       |
| 2006 (FZ6-SA)           | RJ076 (98PS) | 7101       |
| 2007 (FZ6-NA mit ABS)   | RJ14B (78PS) | 5S31       |
| 2007 (S2)               | RJ146 (98PS) | 5S21       |
| 2007 (FZ6 S2 ABS)       | RJ149 (98PS) |            |
| 2008 (FZ6-S ohne ABS)   | RJ141 (78PS) | 5VXL       |
| 2008 (FZ6-N S2 mit ABS) | RJ14D (98PS) |            |

### Typ-/Modellcodes FZS1000
| Baujahr | Typcode                     | Modellcode             |
| ------- | --------------------------- | ---------------------- |
| 2001    | RN061 (143PS), RN064 (98PS) | 5LV1                   |
| 2002    | RN061 (143PS), RN064 (98PS) | 5LV8, 5LV9, 5LVA       |
| 2003    | RN066 (143PS), RN068 (98PS) | 5LVF, 5LVG, 5LVN, 5LVP |
| 2004    | RN066 (143PS)               | 1C21, 1C22, 1C25, 1C26 |
| 2005    | RN141 (143PS)               | 1C28, 1C2A             |

### Typ-/Modellcodes FZ1
| Baujahr       | Typcode | Modellcode                           |
| ------------- | ------- | ------------------------------------ |
| 2006 (FZ1-N)  | RN16x   | 2D11 (EU), 2D13 (AUS)                |
| 2006 (FZ1-S)  | RN16x   | 3C31, 3C37 (EU), 3C33, 3C39 (AUS)    |
| 2007 (FZ1-N)  | RN16x   | 2D14 (EU)                            |
| 2007 (FZ1-S)  | RN16x   | 3C3A (EU, ZA), 3C3B (EU), 3C3C (AUS) |
| 2007 (FZ1-SA) | RN16x   | 5D01 (EU), 5D02 (EU, ZA)             |
| 2008 (FZ1-N)  |         |                                      |
| 2008 (FZ1-S)  |         |                                      |
| 2008 (FZ1-SA) |         |                                      |
| 2009 (FZ1-N)  |         |                                      |
| 2009 (FZ1-S)  |         |                                      |
| 2009 (FZ1-SA) |         |                                      |
| 2010 (FZ1-N)  |         |                                      |
| 2010 (FZ1-S)  |         |                                      |
| 2010 (FZ1-SA) |         |                                      |

### Farbcodes
| Abkürzung | Farbname                       | Verkaufsbezeichnung | Farbcode | FZS600 | FZ6          | FZS1000         | FZ1 |
| --------- | ------------------------------ | ------------------- | -------- | ------ | ------------ | --------------- | --- |
| BL2       | Black 2                        |                     | 004B     |        |              | X               |     |
| BMC       | Blueish Metallic C             | Power Blue          | 0775     |        |              |                 | X   |
| BNM5      | Blueish Gray Metallic 5        | Teal Tech           | 1051     |        |              |                 | X   |
| BS4       | Blueish Silver 4               | Silver Storm        | 0820     |        | X            | X 2004 1C25-050 |     |
| BWC1      | Blueish White Cocktail 1       | Competition White   | 0390     |        | X            |                 |     |
| DBNM8     | Dark Bluish Gray Metallic 8    | Mistral Grey        | 0919     |        |              |                 |     |
| DNBME     | Dark Grayish Blue Metallic E   |                     | 0866     |        |              |                 |     |
| DNMB      | Dark Gray Metallic B           | Diamond Black       | 0853     |        | X (2004+5+8) |                 |     |
| DPBMC     | Deep Purplish Blue Metallic C  | Yamaha Blue         | 0564     | -      | X (2006+7)   | X               | -   |
| DPBML     | Dark Purplish Blue Metallic L  | Galaxy Blue         | 0865     |        | X (2005)     | X               |     |
| DPBMU     | Dark Purplish Blue Metallic U  | Ocean Depth         | 0996     |        |              |                 | X   |
| DRMK      | Deep Red Metallic K            | Lava Red            | 0918     |        |              | X (2005)        | X   |
| DRYC1     | Deep Reddish Yellow Cocktail 1 |                     | 0625     | -      | -            | X               | -   |
| LGB       | Low Gloss Black                |                     | 0098     |        |              |                 |     |
| LRYS1     | Light Reddish Yellow Solid 1   | Performance Yellow  | 0386     | -      | -            | -               | X   |
| MBL2      | Matte Black 2                  |                     | 0582     |        |              |                 |     |
| MBM3      | Matte Blue Metallic 3          |                     | 0960     |        |              |                 |     |
| NBM4      | Greyish Blue Metallic 4        |                     | 0969     |        |              |                 |     |
| RYC1      | Reddish Yellow Cocktail 1      | Extreme Yellow      | 0251     | X      | -            | -               | -   |
| S1        | Silver 1                       |                     | 0755     | X      |              |                 |     |
| S3        | Silver 3                       |                     | 0791     |        |              | X               | X   |
| SL        | Silver                         |                     | 0035     |        |              |                 |     |
| SM1       | Silver Metallic 1              | Metallic Silver     | 0660     |        |              |                 | X   |
| SMX       | Black Metallic X               | Midnight Black      | 0903     |        |              |                 | X   |
| VOM2      | Vivid Orange Metallic 2        |                     | 0552     |        |              |                 |     |
| VRC1      | Vivid Red Cocktail 1           |                     | 0121     |        |              | X               |     |
| VRC7      | Vivid Red Cocktail 7           |                     | 0580     |        |              |                 |     |